# Trestenico (Cherso)
Trestenico (in croato Trstenik), nel passato chiamato anche Terstenico, è un'isola disabitata della Croazia, che fa parte dell'arcipelago delle isole Quarnerine ed è situato al largo della costa orientale dell'isola di Cherso e a est-sudest della punta meridionale della penisola d'Istria.
Amministrativamente appartiene alla città di Lussinpiccolo, nella regione litoraneo-montana.

## Geografia
Nel punto più ravvicinato, Trestenico dista 47,5 km dall'Istria. Situato nella parte centrale del Quarnarolo, dista 4,345 km da Cherso e 12 km da Pago.
Trestenico è un'isola allungata, dalle coste irregolari, che misura 1,33 km di lunghezza e 364 m di larghezza massima; possiede una superficie di 0,33 km² e ha uno sviluppo costiero pari a 4,41 km. Nella parte centrale, raggiunge la sua elevazione massima di 11 m s.l.m..
Trovandosi quasi al centro del Quarnarolo, Trestenico è un importante punto di riferimento per la navigazione. Per questo vi è stato costruito un faro, alto 27 metri, la cui luce bianca viene proiettata per 7-11 miglia marine.
Il mare attorno all'isola è poco profondo, in particolare lungo la costa meridionale. Lungo le altre coste si aprono tre baie: Jezerce e Pristanište a est e Portić a ovest. Nella parte settentrionale della baia Pristanište si trova un piccolo scoglio senza nome.
L'isola è prevalentemente rocciosa e non vi cresce vegetazione alta.

### Cartografia
- (HR) Mappa topografica della Croazia 1:25000, su preglednik.arkod.hr. URL consultato il 7 febbraio 2017.